# 바워리 파밍
바워리 파밍은 뉴욕에 본사를 둔 수직 농업 및 스마트팜 회사로 뉴저지, 메릴랜드, 펜실베니아에 농장을 두고 무농약 재배 잎채소나 허브 따위를 재배하여 판매한다. 미국 최대 규모의 수직 농장 운영인 이 회사는 홀 푸드 마켓 및 월마트를 포함하여 북동부 및 중부 대서양 지역의 850개 이상의 위치에서 주요 소매업체에 서비스를 제공하고 여러 음식 배달 회사에 현지의 신선한 농산물 공급을 지원한다.

## 역사
바워리 파밍은 2015년 기업가 어빙 파인이 설립했다. 바워리 파밍을 설립하기 전에는 시티그룹과 아이하트미디어에서 근무했고, 충성도 마케팅 소프트웨어를 제공하는 크라우드 트위스트를 공동 창립했다. 이후 크라우드 트위스트는 오라클에 인수되었다. 어빙은 기업가 데이비드 골든과 브라이언 팔서를 공동 창업자로 데려왔으며 헨리 쉬틀(Henry Sztul)은 창립 팀의 일원으로 곧 합류하여 바워리OS 개발을 이끌었고 현재 회사의 최고 과학 책임자로 재직하고 있다. 구글 벤처스, GCP, GGV 캐피털, 테마섹 홀딩스으로부터 총 4억 7,200만 달러를 투자받았고 2021년 최신 자금 조달은 피델리티 인베스트먼트가 주도했다. 회사의 투자자로는 루이스 해밀튼, 톰 콜리치오, 크리스 폴, 호세 안드레스, 저스틴 팀버레이크, 나탈리 포트먼 등이 있다.
2021년 바워리 파밍은 잎 채소를 넘어 농작물 재배, 특히 실내 농업을 위한 종자 육종에 중점을 두고자 뉴저지주 커니에 R&D 시설인 팜X를 개설하였으며 2021년에 펜실베니아주 베들레헴에 세 번째 상업용 스마트팜을 추가했다.

## 운영
바워리 파밍은 뉴저지 주 커니에서 3개의 상업용 농장과 2개의 R&D 시설을 운영하고 있다. 뉴저지, 펜실베니아, 메릴랜드의 산업 창고에서 독점 기술과 수직 농업 기술을 사용하여 살충제를 사용하지 않고 물 발자국을 최소화하여 농산물을 재배하고 현지에서 재배한 제품을 홀 푸드 마켓, 자이언트 푸드, 월마트, 앨버트슨스, 와이즈 마켓 등에 납품한다.
바워리 파밍은 자동화, 센서, 로봇 공학, AI 기술 및 작물 사진을 찍고 실시간으로 데이터를 분석하는 독점 운영 체제인 바워리OS를 사용한다. 회사는 수직형 스마트팜 네트워크 전반에 걸쳐 바워리의 독점 기술 통합을 가속화하기 위해 구글에서 사물 인터넷과 소프트웨어 개발을 위해 일했던 이인종 전 삼성전자 부사장을 최고기술책임자로 고용했다. 또한 2022년 덩굴식물을 위해 농업 로봇 회사인 트랩틱을 인수했다.